# Wunsiedel
Wunsiedel est une ville allemande située en Bavière en Haute-Franconie. Elle se trouve dans les montagnes Fichtelgebirge au pied du Plateau de Kösseine. Wunsiedel est le siège du district du même nom.

## Histoire
| Appartenances historiques Burgraviat de Nuremberg 1285–1398 Principauté de Bayreuth 1398–1792 Royaume de Prusse 1792–1806 Royaume de Bavière 1806–1918 République de Weimar 1918–1933 Reich allemand 1933–1945 Allemagne occupée 1945–1949 Allemagne 1949–présent |

### Moyen Âge

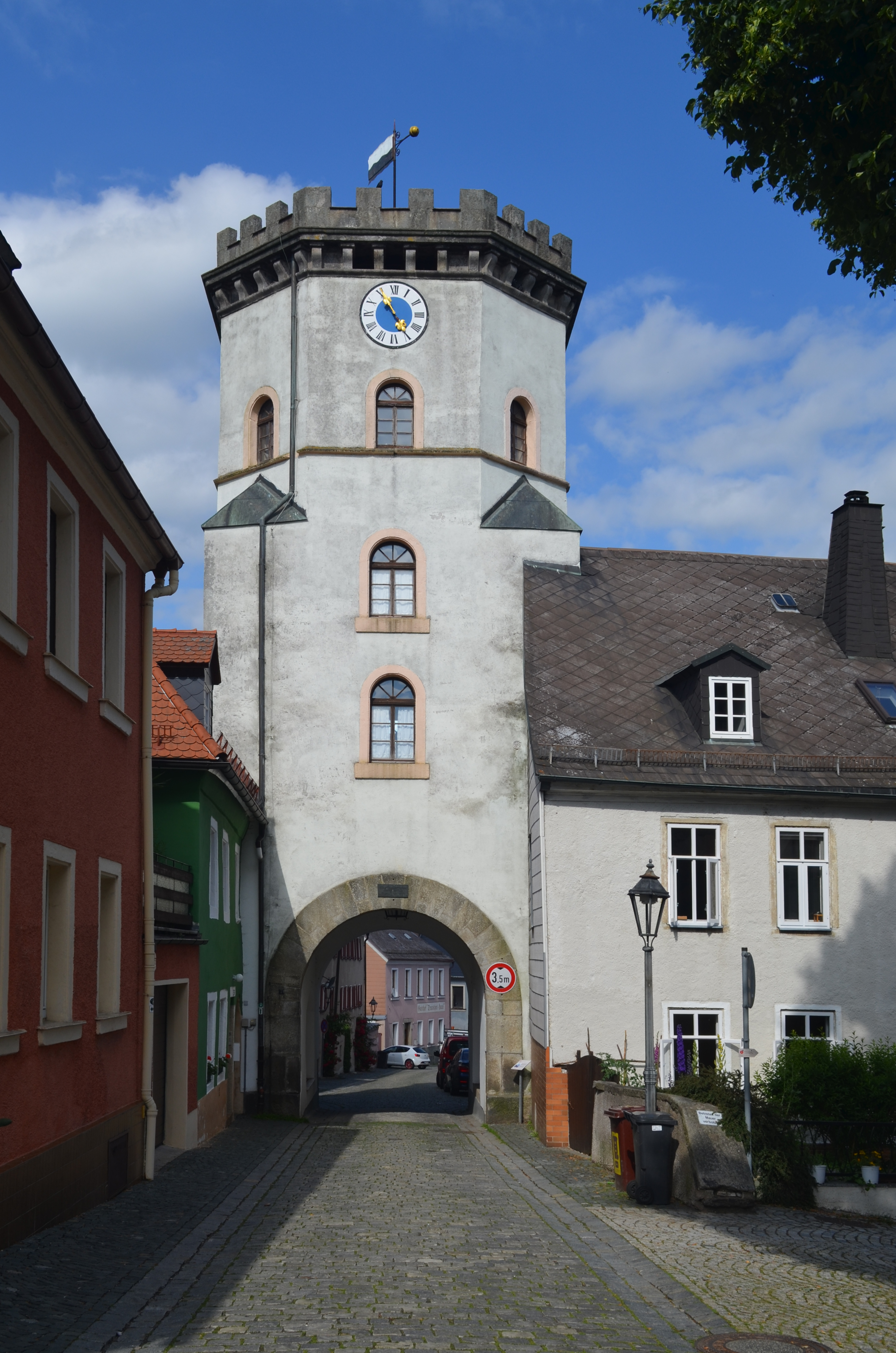
La Koppetentor, seule porte restante des anciennes fortifications de la ville, a été construite en 1471.

La première mention de Wundsiedel remonte à 1163. En 1285, le Burgrave Frédéric III de Nuremberg reçoit le fief en plus de la ville, de par le Roi Rodolphe Ier du Saint-Empire. En 1326, Wunsiedel est considéré comme une ville par le burgrave Frédéric IV.
Le Moyen Âge est marqué, à Wunsiedel, dans le domaine minier. Principalement pour ses mines d'étain. En 1613, la ville devient la capitale du Sechsämterland, d'une taille comparable au district moderne de Wunsiedel im Fichtelgebirge.

### Époque moderne
Wunsiedel fait partie du domaine de la principauté de Bayreuth jusqu'en 1791 et l'abdication du dernier margrave. La ville est alors incluse dans le royaume de Prusse. Cependant, en 1810 elle appartient au royaume de Bavière.

### AuXXesiècle
Après la Seconde Guerre mondiale, la ville se retrouve alors dans la zone d'occupation américaine en Allemagne.

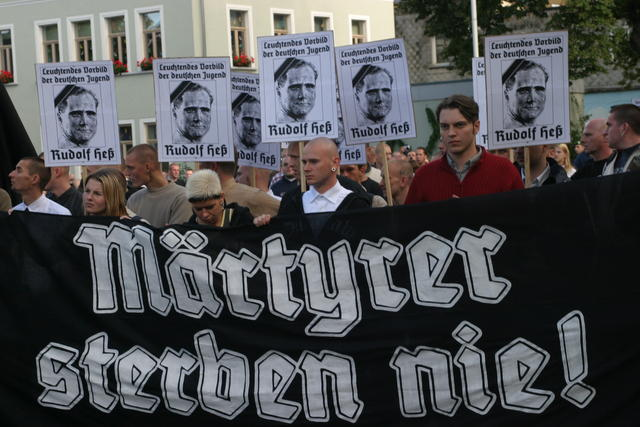
Manifestation néo-nazi à Wunsiedel.

Le 17 août 1987, l'un des lieutenants d'Adolf Hitler, Rudolf Hess, meurt à la prison de Spandau. Sa famille étant originaire de la région, il est enterré au cimetière de Wunsiedel selon ses dernières volontés. Depuis cet évènement la ville est régulièrement le siège de manifestations de mouvements néo-nazis. La paroisse protestante de Wunsiedel a décidé en 2011 de ne pas renouveler la concession familiale de la sépulture de Rudolf Hess pour tenter de prévenir ces rassemblements. Sa pierre tombale portant l'épitaphe « Ich habe es gewagt » (« j'ai osé »), a été retirée en secret le 21 juillet 2011. Les restes du dignitaire nazi ont été exhumés et crématisés et ses cendres dispersées en pleine mer.

## Politique et administration

### Liste des maires
- 1812 - 1824 : Johann Jahn
- 1825 - 1828 : Johann Christoph Friedrich Riedel
- 1828 - 1833 : Christoph Heinrich Brandenburg
- 1834 - 1848 : Georg Wilhelm Meinel
- 1848 - 1867 : Christoph Friedrich Landgraf
- 1870 - 1877 : Friedrich Wilhelm Heinrich Brandenburg
- 1877 - 1894 : Eugen Heinrich Friedrich Meinel
- 1894 - 1912 : August Wilhelm Hess
- 1913 - 1938 : Heinrich Schippel
- 1939 - 1945 : Dr Gottfried Drescher
- 1945 - 1946 : Georg Herrmann
- 1946 - 1956 : Georg Meyer
- 1956 - 1973 : Albert Müller
- 1973 - 1990 : Karl Walter (CSU)
- 1990 - 2002 : Otto Rothe (SPD)
- Depuis 2002 : Karl-Willi Beck (CSU)

### Jumelages
La ville de Wunsiedel est jumelée avec :
- Łapy (Pologne) depuis le 20 juin 2014
- Mende (France) depuis 1982
- Ostrov (Tchéquie) depuis le 20 juin 2010
- Schwarzenberg/Erzgeb. (Allemagne) depuis décembre 1989
- Volterra (Italie) depuis 2006

## Monuments et lieux touristiques
La ville est connue pour :

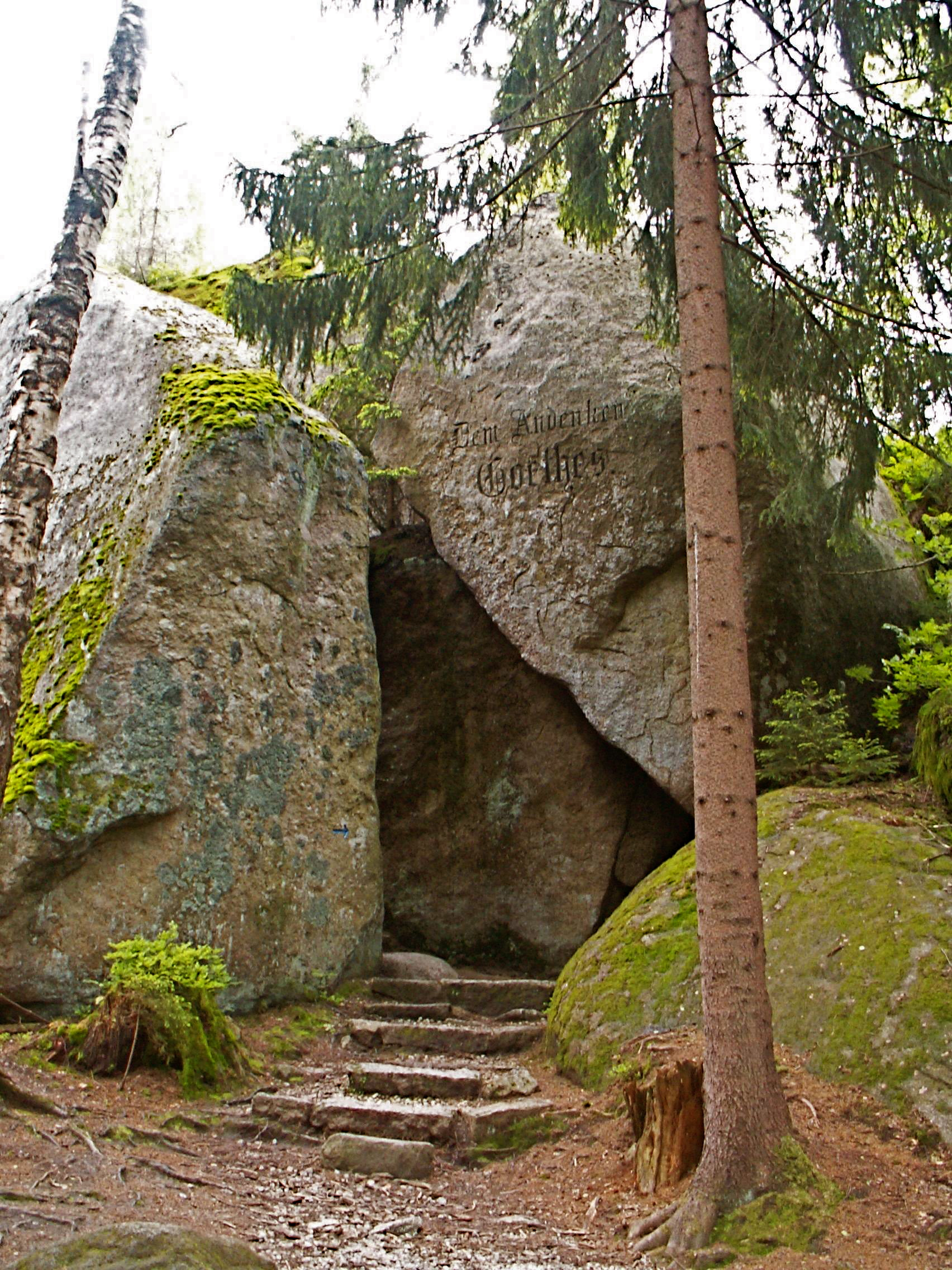
Le rocher de Goethe dans le Felsenlabyrinth

- son théâtre de plein-air (Luisenburg), du nom de la reine Louise, épouse du roi Frédéric-Guillaume III,
- son chaos de blocs granitiques (Felsenlabyrinth).

## Personnalités
- Jean Paul (1763-1825) écrivain né le 21 mars 1763 à Wunsiedel.
- Johann Friedrich Esper (1732-1781), naturaliste, y est mort.